# میک مولوینی
جان مایکل «میک» مولْوِیْنی(به انگلیسی: Mick Mulvaney) سیاستمدار آمریکایی از حزب جمهوریخواه و و کفیل ریاست ستاد کارکنان کاخ سفید است. او از فوریه ۲۰۱۷ اداره‌کنندهٔ اداره مدیریت و بودجه در دولت دونالد ترامپ بوده است. او پیشتر نمایندهٔ حوزه انتخابیه پنجم کارولینای جنوبی از حزب جمهوری‌خواه ایالات متحده آمریکا در مجلس نمایندگان ایالات متحده آمریکا بود که برای نخستین‌بار در ۵ ژانویه ۲۰۱۱ میلادی به‌عضویت این مجلس درآمد.
در دسامبر ۲۰۱۶ اعلام شد دونالد ترامپ رئیس‌جمهور منتخب آمریکا مولوینی را به عنوان اداره‌کننده اداره مدیریت و بودجه انتخاب کرده‌ است.
مولوینی در دوره نمایندگی به حمایت از محافظه‌کاری مالی شهره بود. به هر روی در دوره فعالیت او به عنوان اداره کننده اداره مدیریت و بودجه کسری بودجه افزایش زیادی یافت که ناشی از افزایش هزینه کرد و کاهش مالیات‌ها بود.
مولوینی در انتخابات ریاست جمهوری ۲۰۱۶ از سناتور رند پال حمایت کرد.

## اظهارات و دیدگاه‌ها
- ترامپ یک تاجر خرده‌پا است و توان تشکیل تیم دولتی ندارد.
- اگر بخواهم فقط یک انتقاد از رئیس‌جمهور(ترامپ) داشته باشم این است که او به‌خوبی تیمش را انتخاب نکرد.
- به نظر من، او (ترامپ) برای ریاست‌جمهوری مناسب نیست. من فکر می‌کنم او شایستگی انجام این کار را ندارد.[۴]